# 科克切塔夫州

1959年的哈薩克

科克切塔夫州 （俄语：Кокчетавская область、哈薩克語：‎）是哈薩克蘇維埃社會主義共和國和哈薩克斯坦的一個舊州，位於該國北部，東北與俄羅斯鄂木斯克州接壤。面積78,100平方公里，1991年人口496,000人。首府科克舍套 （1993年前稱科克切塔夫）。
1944年自卡拉干達州分出，1997年合併入北哈薩克斯坦州，1999年包括科克舍套等部份土地被併入阿克莫拉州，其中科克舍套成為後者新的州府。